# Ključevica
Ključevica este o localitate din comuna Trbovlje, Slovenia, cu o populație de 25 de locuitori.